# Flipou
Flipou is een gemeente in het Franse departement Eure (regio Normandië). De gemeente telt 310 inwoners (1999). De plaats maakt deel uit van het arrondissement Les Andelys.

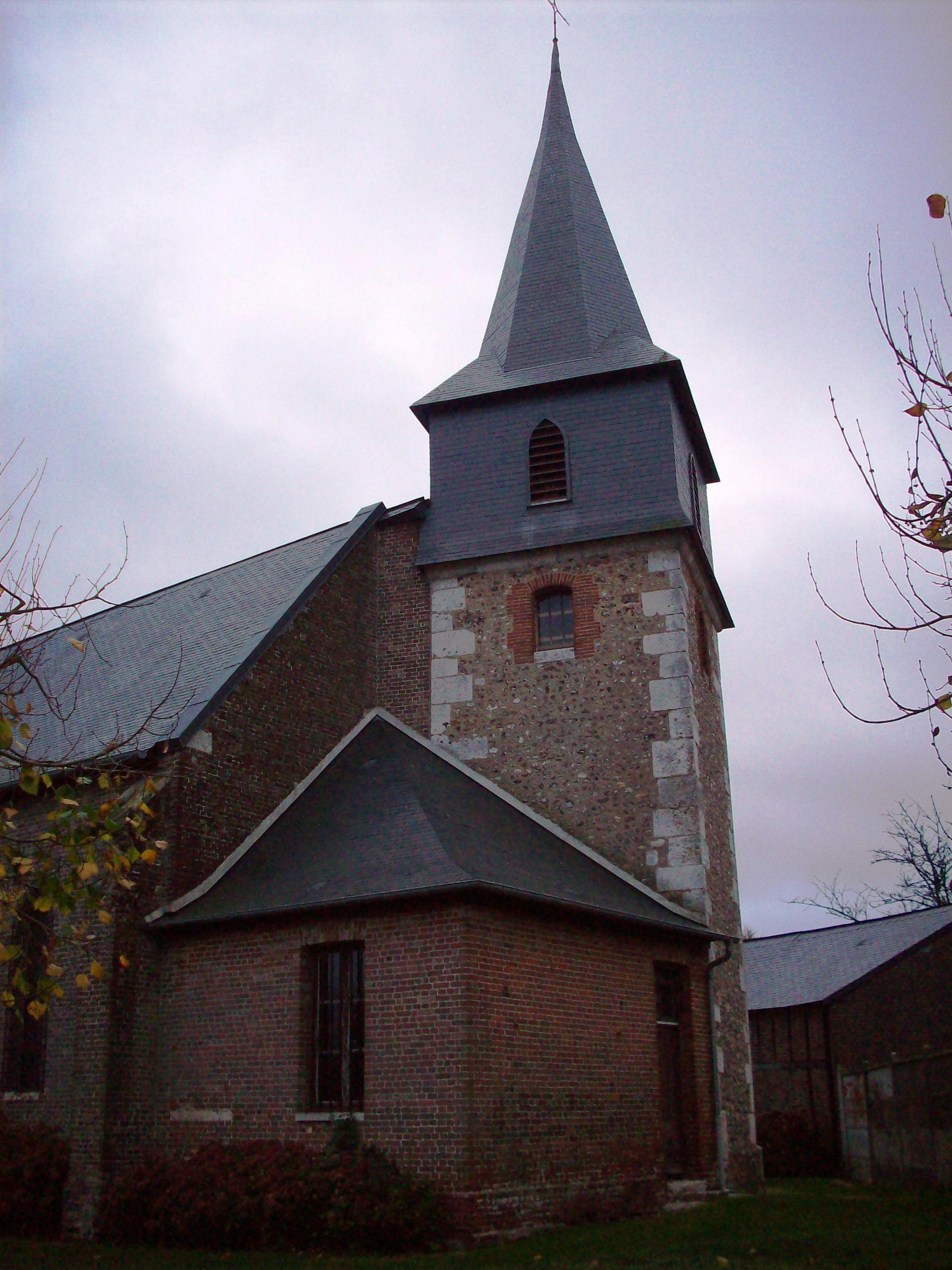
Église Saint-Vaast

## Geschiedenis
Oude vermeldingen van de plaats gaan terug tot 1221 als Foutipou en de 15de eeuw als Faipou. De 18de-eeuwse Cassinikaart toont hier de plaats Flipou.
Op het eind van het ancien régime eind van de 18de eeuw, toen de gemeenten werden gecreëerd, werd Flipou een gemeente. 
In 1854 werd Orgeville-en-Vexin bij Flipou aangehecht. Orgeville werd afgesplitst van buurgemeente Senneville, die zelf bij Amfreville-sous-les-Monts werd gevoegd.

## Geografie
De oppervlakte van Flipou bedraagt 7,0 km², de bevolkingsdichtheid is 44,3 inwoners per km².
In het zuidoosten van de gemeente ligt het gehucht Orgeville
De onderstaande kaart toont de ligging van Flipou met de belangrijkste infrastructuur en aangrenzende gemeenten.

## Bezienswaardigheden
- De Église Saint-Vaast

## Demografie
Onderstaande figuur toont het verloop van het inwonertal (bron: INSEE-tellingen).